# العلاقات الكرواتية الليتوانية
العلاقات الكرواتية الليتوانية هي العلاقات الثنائية التي تجمع بين كرواتيا وليتوانيا.

## مقارنة بين البلدين
هذه مقارنة عامة ومرجعية للدولتين:
| وجه المقارنة                                              | كرواتيا                                                  | ليتوانيا                                                    |
| --------------------------------------------------------- | -------------------------------------------------------- | ----------------------------------------------------------- |
| المساحة (كم2)                                             | 56.59 ألف                                                | 65.30 ألف                                                   |
| عدد السكان (نسمة)                                         | 4.11 مليون                                               | 2.79 مليون                                                  |
| الكثافة السكانية (ن./كم²)                                 | 72.63                                                    | 42.73                                                       |
| العاصمة                                                   | زغرب                                                     | فيلنيوس، كاوناس                                             |
| اللغة الرسمية                                             | اللغة الكرواتية                                          | اللغة الليتوانية                                            |
| العملة                                                    | كونا كرواتية                                             | ليتاس ليتواني، يورو                                         |
| الناتج المحلي الإجمالي (بليون دولار)                      | 54.85 مليار                                              | 47.17 مليار                                                 |
| الناتج المحلي الإجمالي (تعادل القوة الشرائية) بليون دولار | 94.64 مليار                                              | 84.06 مليار                                                 |
| الناتج المحلي الإجمالي الاسمي للفرد دولار أمريكي          | 11.54 ألف                                                | 14.15 ألف                                                   |
| الناتج المحلي الإجمالي للفرد دولار أمريكي                 | 21.64 ألف                                                | 27.69 ألف                                                   |
| مؤشر التنمية البشرية                                      | 0.818                                                    | 0.839                                                       |
| رمز المكالمات الدولي                                      | +385                                                     | +370                                                        |
| رمز الإنترنت                                              | .hr                                                      | .lt                                                         |
| المنطقة الزمنية                                           | توقيت وسط أوروبا، ت ع م+01:00، ت ع م+02:00، أوروبا/زغرب ‏ | ت ع م+02:00، ت ع م+03:00، أوروبا/فيلنيوس ‏، توقيت شرق أوروبا |

## منظمات دولية مشتركة
يشترك البلدان في عضوية مجموعة من المنظمات الدولية، منها:
| علم المنظمة | اسم المنظمة                               | تاريخ انضمام كرواتيا | تاريخ انضمام ليتوانيا |
| ----------- | ----------------------------------------- | -------------------- | --------------------- |
|             | الاتحاد الأوروبي                          | 1 يوليو 2013         | 1 مايو 2004           |
|             | وكالة ضمان الاستثمار متعدد الأطراف        | 19 مارس 1993         | 8 يونيو 1993          |
|             | الأمم المتحدة                             | 22 مايو 1992         | 17 سبتمبر 1991        |
|             | مركز تنسيق الحركة في أوروبا ‏              | ?                    | ?                     |
|             | منظمة حظر الأسلحة الكيميائية              | ?                    | ?                     |
|             | منظمة التجارة العالمية                    | ?                    | ?                     |
|             | منظمة الشرطة الجنائية الدولية             | ?                    | ?                     |
|             | منظمة الأمن والتعاون في أوروبا            | 24 مارس 1992         | 10 سبتمبر 1991        |
|             | مؤسسة التنمية الدولية                     | 25 فبراير 1993       | 23 سبتمبر 2011        |
|             | حلف شمال الأطلسي                          | 1 أبريل 2009         | 29 مارس 2004          |
|             | يونسكو                                    | 1 يونيو 1992         | 7 أكتوبر 1991         |
|             | مجلس أوروبا                               | ?                    | ?                     |
|             | الاتحاد البريدي العالمي                   | ?                    | ?                     |
|             | البنك الدولي للإنشاء والتعمير             | 25 فبراير 1993       | 6 يوليو 1992          |
|             | اتفاقية السماوات المفتوحة                 | ?                    | ?                     |
|             | الاتحاد الدولي للاتصالات                  | 3 يونيو 1992         | 1 يوليو 1923          |
|             | مؤسسة التمويل الدولية                     | 25 فبراير 1993       | 15 يناير 1993         |
|             | المنظمة الأوروبية لسلامة الملاحة الجوية   | 1997                 | 2006                  |
|             | المركز الدولي لتسوية المنازعات الاستشارية | 22 أكتوبر 1998       | 5 أغسطس 1992          |
|             | مجموعة الموردين النوويين                  | ?                    | ?                     |

## وصلات خارجية
- موقع وزارة الخارجية الكرواتية
- موقع وزارة الخارجية الليتوانية